# 阿萊士·比達爾
阿萊士·比達爾·帕雷乌（1989年8月21日—）是一位西班牙足球運動員。在場上的位置是翼鋒，可兼任右閘。他也代表加泰羅尼亞聯隊參賽。